# Ángel María Dacarrete
Ángel María Dacarrete Hernández (El Puerto de Santa María, provincia de Cádiz, 14 de noviembre de 1827-Madrid, 13 de octubre de 1904), escritor español del Postromanticismo, traductor y político.

## Biografía
Hijo de José Dacarrete y de María Hernández, estudió en el Colegio San Felipe Neri de Cádiz, donde tuvo por maestro a Alberto Lista, y luego fue a Sevilla para estudiar Derecho, donde obtuvo el grado de bachiller en 1847; allí conoció a Bécquer, espíritu muy afín al suyo; fue propuesto para la Real Academia Española, pero cuando estaba preparando el discurso de entrada falleció el 13 de octubre de 1904.

## Obra
Según José Pedro Díaz fue “el más importante precursor de Bécquer”. Tradujo, como Eulogio Florentino Sanz y Augusto Ferrán, a Heinrich Heine, a quien admiró tanto como a Uhland, y experimentó la influencia de este y similar aprecio por la poesía popular andaluza. También, como Bécquer, colaboró en La España Musical y Literaria y en especial en La América (1857-), donde colaboraban además Emilio Castelar, Gertrudis Gómez de Avellaneda, Carolina Coronado, Eulogio Florentino Sanz, Ventura Ruiz Aguilera y Ramón de Campoamor y otro amigo de Bécquer, Luis García Luna. En esta revista se incluyeron numerosas traducciones de poesía inglesa y de Goethe, Schiller y Heine. Sus versos fueron recogidos en la póstuma Poesías (1906). 
Su primera pieza escénica fue Magdalena (1855); siguió la zarzuela Mentir a tiempo con música de Manuel Fernández Caballero, la comedia Poderoso caballero con dinero y el drama Una historia del día. Otras obras suyas son Julieta y Romeo: drama trágico en cuatro actos y en verso (1858) y Las dulzuras del poder: comedia en tres actos y un prólogo original y en prosa (1859). 
También escribió trabajos históricos; por ejemplo, dentro de las conferencias del Ateneo La España del siglo XIX (1886), escribió Martínez de la Rosa. El triunfo de las instituciones representativas; El Duque de Tetuán. La revolución de 1854 La transacción de los partidos; La Unión Liberal y D. Antonio de los Ríos y Rosas; Las guerras de África y de América; Los antecedentes de la revolución de 1868.
Gobernador civil de Valladolid en 1864 y de Burgos un año después, en 1876 fue elegido diputado por el distrito de Río Piedras en Puerto Rico y por el de Aguadilla en 1879.

## Obras traducidas al español
- Una mujer sin importancia del escritor Oscar Wilde / publicada en España 1896